# Teranodes montanus
Teranodes montanus là một loài nhện trong họ Hexathelidae. Loài này phân bố ở Tasmanië en Victoria.